# Elecciones municipales de La Matanza de 2025
Las elecciones en el partido de La Matanza de 2025 se realizaran el 7 de septiembre junto con las elecciones provinciales, habiendo sido estas separadas de las nacionales, que se celebraran el 26 de octubre. Ese día se elegirá la mitad de la cámara de concejales y consejeros escolares. Se presentaron 16 listas, y se habilitaron a mas de un 1.2 millones de personas a participar en los comicios, de los cuales casi 143.000 del total son extranjeros (casi el 12% del padrón).
Para obtener al menos una banca en el Concejo Deliberante, se necesita el 8,33 % de los votos. En las elecciones de 2021 solo superaron el umbral el Frente de Todos, Juntos por el Cambio y el Frente de Izquierda.

## Renovación del Concejo Deliberante
En los comicios se renovará la mitad del Concejo Deliberante, que cuenta con 24 bancas:
| Bloque | Bloque                                   | Bancas | Bancas a renovar |
| ------ | ---------------------------------------- | ------ | ---------------- |
|        | Unión por la Patria                      | 13     | 6                |
|        | Juntos por el Cambio                     | 5      | 4                |
|        | La Libertad Avanza                       | 4      | 0                |
|        | PTS en el Frente de Izquierda            | 1      | 1                |
|        | Partido Obrero en el Frente de Izquierda | 1      | 1                |
| Total  | Total                                    | 24     | 12               |

## Candidatos
| Logo | Logo | Partido/alianza                              | Partidos en la alianza | Primer candidato a concejal | Primer candidato a concejal                                                |
| ---- | ---- | -------------------------------------------- | --- | --------------------------- | -------------------------------------------------------------------------- |
|      |      | Fuerza Patria                                | Ver lista - Frente Grande - Frente Renovador - Instrumento Electoral por la Unidad Popular - Kolina - Movimiento Libres del Sur - Nueva Dirigencia - Nuevo Encuentro por la Democracia y la Equidad - Partido de la Victoria - Partido del Trabajo y del Pueblo - Partido Justicialista - Partido La Patria de los Comunes - Partido Nuevo Buenos Aires - Partido Principios y Valores - Partido Solidario - Patria Grande |                             | Fernando Espinoza (PJ) Intendente de La Matanza (2005-2015, 2019-presente) |
|      |      | La Libertad Avanza                           | Ver lista - La Libertad Avanza - Propuesta Republicana |                             | Leila Gianni (LLA) Abogada                                                 |
|      |      | Somos Buenos Aires                           | Ver lista - Acción para el Desarrollo - Coalición Cívica ARI - GEN - Liber.ar - Movimiento de Integración Federal - Nuevo País - Partido del Diálogo - Partido Hacemos - Partido Socialista - Política Abierta para la Integridad Social (PAIS) - Unión Cívica Radical |                             | Fernando Asencio (Ind.) Concejal de La Matanza (2009-2018)                 |
|      |      | Frente de Izquierda y de Trabajadores-Unidad | Ver lista - Izquierda Socialista - Movimiento Socialista de los Trabajadores - Partido de los Trabajadores Socialistas - Partido Obrero |                             | Natalia Hernández (PTS) Concejal de La Matanza (desde 2021)                |
|      |      | Potencia                                     | Ver lista - Movimiento de Integración y Desarrollo - Partido Demócrata - Partido Nacionalista Constitucional-UNIR |                             | Nicolás Sabo (Ind.)                                                        |
|      |      | Nuevos Aires                                 | Ver lista - Confianza Pública - Partido Renovador Federal - Unión Celeste y Blanco |                             | Gustavo "Tato" Maglio                                                      |
|      |      | Partido Libertario                           | Partido sin alianza |                             | Jorge Lampa (Ind.) Concejal de La Matanza (desde 2021)                     |
|      |      | Frente Patriota Federal                      | Partido sin alianza |                             | Cristian Aquino                                                            |
|      |      | Unión Liberal                                | Partido sin alianza |                             | David Flores                                                               |
|      |      | Nuevo MAS                                    | Partido sin alianza |                             | Jeremías Carricondo                                                        |
|      |      | Política Obrera                              | Partido sin alianza |                             | Mariano Hermida                                                            |
|      |      | Construyendo Porvenir                        | Partido sin alianza |                             | Cristian Norberto Ríos                                                     |
|      |      | Valores Republicanos                         | Partido sin alianza |                             | Johanna Pintos Sosa                                                        |
|      |      | Es con Vos Es con Nosotros                   | Partido sin alianza |                             | Máximo Ricardo Fernández                                                   |
|      |      | Unión y Libertad                             | Partido sin alianza |                             | María García Redondo                                                       |
|      |      | Partido Tiempo de Todos                      | Partido sin alianza |                             | Arnaldo Andrés Estigarribia                                                |

## Resultados
|                       | Fuerza Patria                                | Fernando Espinoza           |           |     |  |
|                       | La Libertad Avanza                           | Leila Gianni                |           |     |  |
|                       | Somos Buenos Aires                           | Fernando Asencio            |           |     |  |
|                       | Frente de Izquierda y de Trabajadores-Unidad | Natalia Hernández           |           |     |  |
|                       | Potencia                                     | Nicolás Sabo                |           |     |  |
|                       | Nuevos Aires                                 | Gustavo Maglio              |           |     |  |
|                       | Partido Libertario                           | Jorge Lampa                 |           |     |  |
|                       | Frente Patriota Federal                      | Cristian Aquino             |           |     |  |
|                       | Unión Liberal                                | David Flores                |           |     |  |
|                       | Nuevo Movimiento al Socialismo               | Jeremías Carricondo         |           |     |  |
|                       | Política Obrera                              | Mariano Hermida             |           |     |  |
|                       | Es con Vos Es con Nosotros                   | Máximo Ricardo Fernández    |           |     |  |
|                       | Construyendo Porvenir                        | Cristian Norberto Ríos      |           |     |  |
|                       | Valores Republicanos                         | Johanna Pintos Sosa         |           |     |  |
|                       | Unión y Libertad                             | María García Redondo        |           |     |  |
|                       | Partido Tiempo de Todos                      | Arnaldo Andrés Estigarribia |           |     |  |
| Votos positivos       |                                              |                             |           |     |  |
| Votos en blanco       |                                              |                             |           |     |  |
| Votos nulos           |                                              |                             |           |     |  |
| Participación         |                                              |                             |           |     |  |
| Electores habilitados | Electores habilitados                        | Electores habilitados       | 1.200.368 | 100 |  |
| Fuente:               |                                              |                             |           |     |  |

#### Resultados por circuito
| Circuito electoral                          | Espinoza                        | Espinoza | Gianni | Gianni | Asencio | Asencio | Hernández | Hernández | Otros | Otros | Blancos/Nulos | Blancos/Nulos | Participación | Participación |       |   |       |   |
| Circuito electoral                          | Votos                           | %        | Votos  | %      | Votos   | %       | Votos     | %         | Votos | %     | Blancos/Nulos | Blancos/Nulos | Participación | Participación | Votos | % | Votos | % |
| ------------------------------------------- | ------------------------------- | -------- | ------ | ------ | ------- | ------- | --------- | --------- | ----- | ----- | ------------- | ------------- | ------------- | ------------- | ----- | - | ----- | - |
| Circuito electoral                          | 626 (San Justo/Villa Luzuriaga) |          |        |        |         |         |           |           |       |       |               |               |               |               |       |   |       |   |
| 626A (San Justo/Isidro Casanova)            |                                 |          |        |        |         |         |           |           |       |       |               |               |               |               |       |   |       |   |
| 627 (Lomas del Mirador/San Justo)           |                                 |          |        |        |         |         |           |           |       |       |               |               |               |               |       |   |       |   |
| 628 (Ramos Mejía/Lomas del Mirador)         |                                 |          |        |        |         |         |           |           |       |       |               |               |               |               |       |   |       |   |
| 629 (Villa Luzuriaga)                       |                                 |          |        |        |         |         |           |           |       |       |               |               |               |               |       |   |       |   |
| 629A (Rafael Castillo/Isidro Casanova)      |                                 |          |        |        |         |         |           |           |       |       |               |               |               |               |       |   |       |   |
| 629B (Isidro Casanova)                      |                                 |          |        |        |         |         |           |           |       |       |               |               |               |               |       |   |       |   |
| 630 (Ramos Mejía)                           |                                 |          |        |        |         |         |           |           |       |       |               |               |               |               |       |   |       |   |
| 631 (La Tablada/Lomas del Mirador)          |                                 |          |        |        |         |         |           |           |       |       |               |               |               |               |       |   |       |   |
| 631A (Ciudad Evita)                         |                                 |          |        |        |         |         |           |           |       |       |               |               |               |               |       |   |       |   |
| 631B (Ciudad Evita)                         |                                 |          |        |        |         |         |           |           |       |       |               |               |               |               |       |   |       |   |
| 631C (Isidro Casanova)                      |                                 |          |        |        |         |         |           |           |       |       |               |               |               |               |       |   |       |   |
| 631D (San Justo)                            |                                 |          |        |        |         |         |           |           |       |       |               |               |               |               |       |   |       |   |
| 632 (Aldo Bonzi)                            |                                 |          |        |        |         |         |           |           |       |       |               |               |               |               |       |   |       |   |
| 632A (La Tablada)                           |                                 |          |        |        |         |         |           |           |       |       |               |               |               |               |       |   |       |   |
| 632B (San Justo)                            |                                 |          |        |        |         |         |           |           |       |       |               |               |               |               |       |   |       |   |
| 633 (Tapiales/Villa Madero/Ciudad Celina)   |                                 |          |        |        |         |         |           |           |       |       |               |               |               |               |       |   |       |   |
| 634 (La Tablada/Lomas del Mirador)          |                                 |          |        |        |         |         |           |           |       |       |               |               |               |               |       |   |       |   |
| 635 (Rafael Castillo/Gregorio de Laferrere) |                                 |          |        |        |         |         |           |           |       |       |               |               |               |               |       |   |       |   |
| 635A (González Catán)                       |                                 |          |        |        |         |         |           |           |       |       |               |               |               |               |       |   |       |   |
| 635B (Gregorio de Laferrere)                |                                 |          |        |        |         |         |           |           |       |       |               |               |               |               |       |   |       |   |
| 635C (González Catán)                       |                                 |          |        |        |         |         |           |           |       |       |               |               |               |               |       |   |       |   |
| 635D (Virrey del Pino)                      |                                 |          |        |        |         |         |           |           |       |       |               |               |               |               |       |   |       |   |
| 635E (Virrey del Pino)                      |                                 |          |        |        |         |         |           |           |       |       |               |               |               |               |       |   |       |   |
| 635F (20 de Junio)                          |                                 |          |        |        |         |         |           |           |       |       |               |               |               |               |       |   |       |   |
| Total                                       |                                 |          |        |        |         |         |           |           |       |       |               |               |               |               |       |   |       |   |